# Sự nghi ngờ của Descartes
Sự nghi ngờ của Descartes là một dạng của thuyết hoài nghi phương pháp luận thể hiện qua những ghi chép và phương pháp luận của René Descartes (31 tháng 3 năm 1596 - 11 tháng 2 năm 1650).:88 Sự hoài nghi của Descartes còn được biết đến với tên gọi là thuyết hoài nghi của Descartes, thuyết hoài nghi phương pháp luận, sự nghi ngờ phổ quát, sự nghi ngờ có hệ thống, hoặc sự nghi ngờ hyperbol.
Sự nghi ngờ của Descartes là một quá trình hoài nghi (hoặc nghi ngờ) có hệ thống về tính xác thực trong niềm tin của một người. Điều này đã trở thành phương pháp đặc trưng trong triết học.:403 Ngoài ra, sự nghi ngờ của Descartes còn được nhiều người coi là gốc rễ của phương pháp khoa học hiện đại. Phương pháp nghi ngờ này chủ yếu được René Descartes phổ biến trong triết học phương Tây. Ông luôn nghi ngờ về tính chân thật của mọi niềm tin để quả quyết rằng điều mà ông từng chắc chắn là đúng. Sự nghi ngờ này là nền tảng cho tuyên bố nổi tiếng của Descartes "Cogito ergo sum" (Tôi tư duy, do đó tôi tồn tại). Phiên bản đầy đủ hơn của câu nói là "dubito ergo cogito, cogito ergo sum", có nghĩa là "Tôi nghi ngờ do đó tôi tư duy, tôi tư duy do đó tôi tồn tại". Sum được dịch là "tôi tồn tại" (theo nhiều từ điển dịch tiếng Latin sang tiếng Anh) thể hiện một ý nghĩa lớn hơn và rõ hơn cho cụm từ.
Thuyết hoài nghi phương pháp luận có sự khác biệt so với thuyết hoài nghi triết học. Thuyết hoài nghi phương pháp luận là cách tiếp cận đưa ra tất cả kiến thức để xem xét kỹ lưỡng một tuyên bố với mục đích xác định nó là đúng hay sai. Còn thuyết hoài nghi triết học là cách tiếp cận đặt câu hỏi về tính khả thi của kiến thức nhất định.:354

## Đặc điểm
Sự nghi ngờ của Descartes có tính phương pháp luận. Nó sử dụng sự nghi ngờ như một con đường dẫn đến kiến thức nhất định bằng cách xác định những gì không thể nghi ngờ. Việc giác quan có thể sai lầm khi tiếp nhận dữ liệu là một chủ đề trong sự nghi ngờ của Descartes.
Có một số cách diễn giải về mục đích của thuyết hoài nghi Descartes. Đáng chú ý trong số này là sự diễn giải theo thuyết duy bản (foundationalism) cho rằng mục đích của thuyết hoài nghi Descartes là để loại bỏ tất cả niềm tin mà ta có thể nghi ngờ, nếu sử dụng cách này thì cái cuối cùng còn sót lại là niềm tin cơ bản (hay còn được gọi là niềm tin nền tảng, niềm tin cốt lõi).:64–65 Từ những niềm tin cơ bản không thể chối cãi này, Descartes sẽ tiếp tục thực nghiệm để rút ra thêm kiến thức. Đó là một mô hình nguyên mẫu và có tầm quan trọng tiêu biểu cho trường phái triết học duy lý ở châu Âu.:6

## Phương pháp
Phương pháp nghi ngờ hyperbol của Descartes bao gồm::67–70
- Chỉ thừa nhận thông tin mà bạn biết là đúng sự thật
- Chia nhỏ những sự thật này thành nhiều bộ phận nhỏ hơn
- Giải quyết những vấn đề đơn giản trước
- Liệt kê đầy đủ những vấn đề có thể thêm vào

Sự nghi ngờ hyperbol đồng nghĩa với việc là có khuynh hướng nghi ngờ, bởi lẽ nó là một dạng nghi ngờ tới tận cùng hoặc quá mức. Theo cảm nhận của Descartes thì kiến thức có nghĩa là biết điều gì đó không chỉ đơn thuần là tất cả những nghi ngờ có lý, mà còn là tất cả những nghi ngờ có thể xảy ra. Trong cuốn sách Meditationes de Prima Philosophia (Suy ngẫm về triết học tiên khởi), Descartes kiên quyết nghi ngờ một cách có hệ thống rằng bất kỳ niềm tin gì của ông cũng đúng, để ông có thể xây từ gốc một hệ thống niềm tin chỉ bao gồm những niềm tin mà ông biết chắc chắn là đúng. Mục tiêu cuối cùng, hoặc ít nhất là mục tiêu chủ yếu — là tìm ra một cơ sở không còn nghi ngờ gì cho các ngành khoa học. Hãy xem dòng đầu tiên của cuốn sách Meditationes de Prima Philosophia:
Đã vài năm trôi qua kể từ lần đầu tiên tôi nhận ra rằng ngay từ thời trai trẻ, tôi đã chấp nhận rất nhiều ý kiến sai lầm là đúng, và do đó, những nguyên tắc mà sau này tôi dựa vào có gì đó rất đáng để nghi ngờ; và từ lúc đó, tôi đã tin về sự cần thiết của việc phải làm một điều mà cả đời tôi chưa bao giờ làm, đó là giũ bỏ tất cả những quan điểm mà tôi từng chấp nhận, và bắt đầu công việc xây dựng [kiến thức] nền tảng...— Descartes, Meditationes I, 1641

## Sự nghi ngờ của Descartes
René Descartes đặt tất cả niềm tin, ý tưởng, tư tưởng và vật chất vào trong mối nghi ngờ. Ông cho thấy rằng căn cứ, hay lý lẽ của ông đối với bất kỳ kiến thức nào cũng có thể là sai. Kinh nghiệm cảm tính, lối kiến thức sơ đẳng thường sai lầm và đáng để nghi ngờ. Lấy ví dụ, những gì mà ta đang nhìn thấy rất có thể là ảo giác. Không có gì chứng minh điều đó không thể xảy ra. Nói tóm lại, nếu một niềm tin có thể bị bác bỏ theo bất cứ cách nào thì căn cứ của nó là không đủ. Từ đó, Descartes đưa ra 2 luận cứ, luận cứ về giấc mơ và luận cứ về evil genius.:33–36

### Luận cứ về giấc mơ
Descartes biết rằng giấc mơ của con người mặc dù có thể khó tin nhưng thường trông giống như thật, vì vậy ông đưa ra giả thuyết rằng con người chỉ có thể tin rằng họ đang thức.:353–368 Không có đủ căn cứ để phân biệt trải nghiệm giấc mơ với trải nghiệm thức giấc, ví dụ như một người nào đó ngồi trước máy tính, gõ phím viết bài này. Bên cạnh nhiều bằng chứng tồn tại để chỉ ra rằng hành động soạn thảo bài viết này là thực tế thì cũng có bằng chứng để chứng minh điều ngược lại. Descartes thừa nhận rằng chúng ta đang sống trong một thế giới mà có thể tạo ra ý tưởng giống như giấc mơ. Tuy nhiên, ở phần cuối của Meditationes, ông kết luận rằng chí ít chúng ta vẫn có thể phân biệt giấc mơ với thực tế bằng cách hồi tưởng:
"Nhưng khi tôi thấy rõ ràng mọi thứ đến từ đâu, ở đâu và khi nào chúng đến với tôi, và khi tôi kết nối tri giác của mình về chúng với cả cuộc đời mình mà không có sự gián đoạn thì tôi có thể chắc chắn rằng khi tôi trải qua những điều này thì hóa ra tôi không nằm mơ mà là đang tỉnh táo.":122— Descartes: Selected Philosophical Writings

### Evil genius
Descartes lý luận rằng trải nghiệm của chính chúng ta rất có thể đang bị một con evil genius điều khiển. Con evil genius này không chỉ láu cá, lừa lọc mà còn có uy quyền nữa. Nó có thể tạo ra một thế giới với vẻ bề ngoài khiến chúng ta nghĩ rằng chúng ta đang sống ở đó. Kết quả của sự nghi ngờ này cho thấy rằng Descartes không thể tin tưởng ngay cả những tri giác đơn giản nhất của mình.:66
Trong Meditationes I, Descartes tuyên bố rằng nếu một người nào đó nổi điên, dù chỉ trong một khoảng thời gian ngắn, thì sự điên rồ này có thể khiến người đó tin rằng những gì chúng ta nghĩ là đúng có thể chỉ là tâm trí đang lời dối chúng ta. Ông cũng nói rằng có thể có 'vài con quỷ xảo quyệt, uy quyền, hiểm độc' nào đó đã lừa dối chúng ta, ngăn cản chúng ta phán đoán một cách chính xác.
Descartes lập luận rằng tất cả giác quan của ông đều nói dối, và bởi lẽ giác quan của bạn có thể dễ dàng lừa phỉnh bạn nên Descartes nảy ra ý tưởng rằng sự tồn tại của một đấng quyền năng vô hạn phải là sự thật — cũng có khả năng là chính đấng quyền năng đã cấy cho Descartes ý tưởng này khi ngài không có lý do gì để lừa dối.:16